# گولدکورپ
گولدکورپ (به انگلیسی: Goldcorp) شرکت استخراج معدن کانادایی است، که بزرگترین شرکت استخراج طلای جهان می‌باشد.
شرکت گولدکورپ در سال ۱۹۵۴ تأسیس شد و هم‌اکنون مالک ۵ معدن طلا در کانادا و ایالات متحده آمریکا، ۳ معدن در مکزیک و ۲ معدن در آمریکای جنوبی می‌باشد، همچنین دارای سهام در ۸ معدن طلای دیگر است، که کلیه آن‌ها در قاره آمریکا مستقر می‌باشند.
دفتر مرکزی این شرکت در شهر ونکوور، کانادا قرار دارد و بخشی از سهام آن در بازارهای بورس تورنتو و بورس نیویورک معامله می‌شود. شرکت گولدکورپ در فهرست فوربز جهانی ۲۰۰۰ در رتبه ۸۰۵ از بزرگترین شرکت‌های جهان قرار دارد.